# クロール (大沢誉志幸の曲)
「クロール」は、大沢誉志幸の8枚目のシングル。1986年5月21日にEPICソニーよりレコード盤でリリースされた。同年発売のアルバム『LIFE』（CD盤）からの先行シングル曲である。

## 解説
曲の特徴として、サビのオクターブが後半に何度か転調する曲である。シングル・バージョンとアルバム・バージョンはアレンジが若干異なる。25年後の2011年には新たにアレンジを変えたセルフカバー・バージョンがアルバム『水月鏡花』に収録された。
大沢は、シングル発売後の1986年6月11日に、フジテレビ『夜のヒットスタジオDELUXE』の生放送で楽曲を披露した。
また、当時アサヒ飲料『三ツ矢サイダー』のCMに起用された曲でもある。CMには富田靖子が出演しており、富田が砂浜で帽子を追うものと、自転車で疾走するもののとの、2パターンがあった。

## 収録曲
1. クロール（6分06秒）
  - 作詞：銀色夏生／作曲：大沢誉志幸／編曲：ホッピー神山

LPレコード盤のアルバム『LIFE』には未収録。
2. Time passes slowly　（4分05秒）
  - 作詞・作曲：ボブ・ディラン／編曲：ホッピー神山

LPレコード盤のアルバム『LIFE』には未収録。訳題は「時はのどかに流れてゆく」。

## バージョン
- シングルバージョン　（6分06秒） - 編曲：ホッピー神山
  - 「クロール」シングル
  - 『THE LEGEND』
  - 『TraXX －Yoshiyuki Ohsawa Single Collection－』
- アルバムバージョン　（6分09秒） - 編曲：ホッピー神山
  - 『LIFE』
- 水月鏡花版セルフカバーバージョン　（5分54秒） - 編曲：大澤誉志幸
  - 『水月鏡花』

## 参考資料
- アルバム『LIFE』（EPICソニー、1986年）
- アルバム『TraXX －Yoshiyuki Ohsawa Single Collection』（ソニー・ミュージックダイレクト、2010年）
- アルバム『水月鏡花』（テイチクエンタテインメント、2011年）